# 沙勒
沙勒（法語：Challes，法語發音：[ʃal]）是法国萨尔特省的一个市镇，属于勒芒区。

## 地理
沙勒（47°55'52"N, 0°24'51"E）面积25.83 平方千米，位于法国卢瓦尔河地区大区萨尔特省，该省份为法国西北部内陆省份，北起顺时针与奥恩省、厄尔-卢瓦省、卢瓦-谢尔省、安德尔-卢瓦尔省、曼恩-卢瓦尔省和马耶讷省接壤，是法国大西部的入口，连接卢瓦尔河谷、布列塔尼和巴黎盆地。
与沙勒接壤的市镇（或旧市镇、城区）包括：梅里兹河畔阿尔德奈、叙尔丰、维莱讷苏吕塞、大吕塞、帕里涅莱韦克。

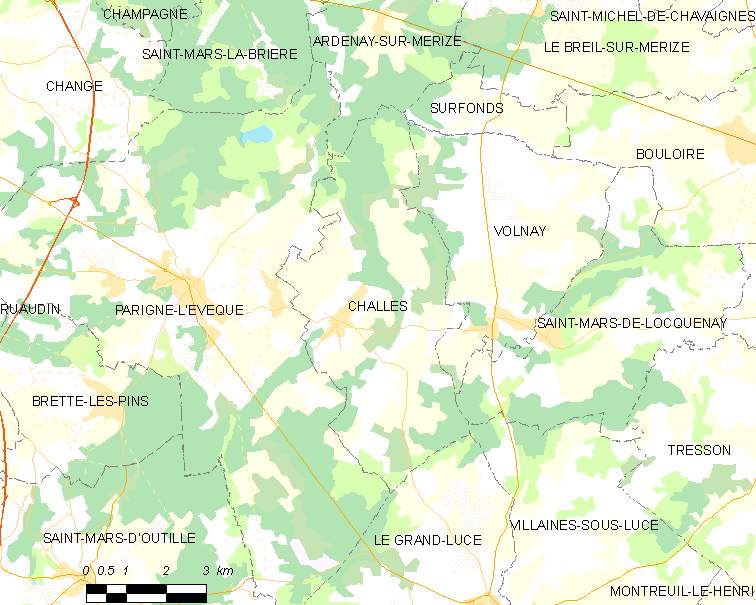
沙勒的OSM定位图

沙勒的时区为UTC+01:00、UTC+02:00（夏令时）。

## 行政
沙勒的邮政编码为72250，INSEE市镇编码为72053。

## 政治
沙勒所属的省级选区为尚热县。

## 人口

1962-2008年间沙勒人口变化图示

沙勒于2022年1月1日时的人口数量为1161人。